# King Edward Point

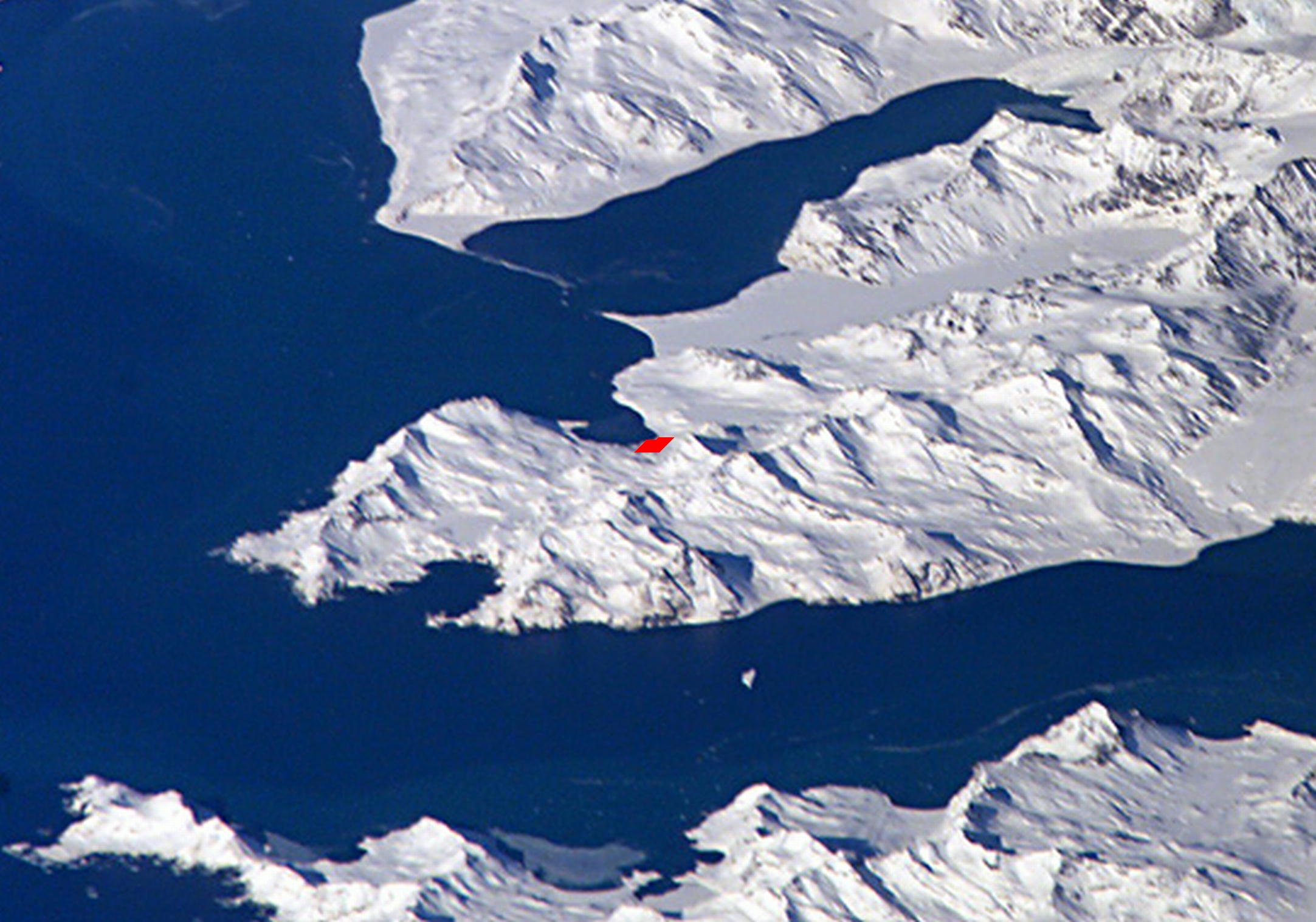
Península Thatcher amb King Edward Point i Grytviken

King Edward Point (també conegut com a KEP) és la capital de Geòrgia del Sud i les Illes Sandwich del Sud amb instal·lacions portuàries (wharf) a la costa nord-est de l'illa de Geòrgia del Sud. Es troba a les coordenades de 54° 17′ S, 36° 30′ O / 54.283°S,36.500°O a Cumberland East Bay. De vegades es menciona equivocadament com si fos Grytviken, quan aquesta darrera és una estació balenera abandonada, prop de King Edward Cove.

## Història
Aquesta zona vaq ser explorada per l'Expedició Antàrtica Sueca de 1901-04 comandada per Otto Nordenskiöld. Rep el nom pel rei d'Anglaterra Eduard VII.
Des de 1909, King Edward Point ha estat la residència dels magistrats britànics (British Magistrate) administradors de l'illa.
L'any 1925, el govern del Regne Unit fundà un laboratori marí com una part del Discovery Investigations. L'1 de gener de 1950, la propietat de l'estació va ser assumida per Falkland Islands Dependencies Survey.
El British Antarctic Survey va fer els subministraments per a la presència britànica en l'estació fina l'any 1982.
Alprincipi de la Guerra de les Malvines el 3 d'abril de 1982,les forces argentines ocuparen Geòrgia del Sud Argentine i van tancar aquesta estació. Van ser expulsats militarment i els britànics van tornar a ocupar aquest punt.
El 22 de març de 2001, el British Antarctic Survey va reobrir l'estació. Molts dels antics edificis van ser derribats per a fer lloc per als nous edificis amb l'excepció dels edificis de Discovery House (1925) i el Gaol (1912).

## Situació actual
Actualment 9 persones del British Anctartic Survey passen l'hivern a l'estació i s'arriba a 18 persones durant l'estiu. El període de més ocupació és durant la temporada de pesca hivernal. L'equip d'estiu del museu de Grytviken també s'allotja a KEP.
L'ocupació continuada de l'estació també té una intenció política: ajuda a mantenir la sobirania britànica contra les pretensions de l'Argentina.